# Novembre 1872

## Événements
- 23 novembre : inauguration de la première ligne télégraphique transaustralienne, qui sera par la suite connectée avec l’Indonésie (Java), l’Inde, et plus tard l’Europe.

- 30 novembre, Canada : première publication du Winnipeg Free Press.
- 13 novembre à 7:35 : Claude Monet peint Impression, soleil levant, depuis sa chambre d'hôtel du Havre, donnant ainsi naissance à l'impressionnisme.

## Naissances
- 3 novembre : Johan Wortman, sculpteur et médailleur néerlandais ( † 9 août 1898).
- 4 novembre : Richard Roundell, homme politique britannique ( † 5 janvier 1940).
- 10 novembre :
  - Frederick C. Alderdice, Premier ministre de Terre-Neuve.
  - Robert Protin, coureur cycliste belge († 4 novembre 1953).
- 13 novembre : Byam Shaw, peintre, illustrateur et enseignant britannique († 26 janvier 1919).
- 30 novembre : John McCrae, médecin militaire et poète.